# 미스트 III: 엑자일
《미스트 III: 엑자일》(영어: Myst III: Exile)은 그래픽 어드벤처 퍼즐 비디오 게임이자 미스트 시리즈의 세번째 타이틀이다. 시리즈의 이전 작들, 미스트와 리븐은 사이언 월드에서 개발하고 브로더번드가 유통하였는데, 엑자일은 프레스토 스튜디오에서 개발하고 유비소프트가 유통했다. 4장의 컴팩트 디스크로 구성되어 2001년 5월 8일에 맥 OS와 마이크로소프트 윈도우 용으로 출시되었으며, 2002년 후반기에 엑스박스와 플레이스테이션 2 플랫폼으로도 출시되었다.
전작들에 이어, 플레이어는 아트러스의 친구인 이방인의 역할을 수행한다. 드니 종족의 일원인 아트러스는 시대로 불리는 세계를 묘사한 책을 집필함으로써 각 시대로 갈 수 있도록 연결할 수 있었다. 엑자일에서, 아트러스는 그들의 문명을 재건하고 있던 드니에서 계속 살기 위해 드니를 위한 시대 책을 집필하였는데, 수수께끼의 인물에게 도난당하고 만다. 이방인은 아트러스의 책을 되찾기 위해 도둑을 추적한다.

## 평가
| 평가 |                  |
| --- | ---------------- |
| 통합 점수 통합사 점수 게임랭킹스 79% (41 reviews) [ 2 ] 메타크리틱 83% (22 reviews) [ 3 ] 평론 점수 평론사 점수 게임 레볼루션 B- [ 4 ] 게임스팟 87/100 [ 5 ] IGN 80/100 [ 6 ] |                  |
| 통합 점수 |                  |
| 통합사 | 점수             |
| 게임랭킹스 | 79% (41 reviews) |
| 메타크리틱 | 83% (22 reviews) |
| 평론 점수 |                  |
| 평론사 | 점수             |
| 게임 레볼루션 | B-               |
| 게임스팟 | 87/100           |
| IGN | 80/100           |